# Очоа, Диего
Диего Очоа (исп. Diego Ochoa; род. 20 апреля 2005, Сапопан, Халиско) — мексиканский футболист, защитник клуба «Гвадалахара».

## Клубная карьера
Очоа — воспитанник клуба «Гвадалахара».

## Международная карьера
В 2024 году в составе молодёжной сборной Мексики Очоа выиграл домашний молодёжный Кубок КОНКАКАФ. На турнире он сыграл в матчах против команд Гаити, Гватемалы, Коста-Рики, Кубы и США. В поединке против кубинцев и американцев Диего забил по голу.

## Достижения
Международные
 Мексика (до 20)
- Победитель молодёжного чемпионата КОНКАКАФ — 2024